# Podhradík
Podhradík es un municipio del distrito de Prešov en la región de Prešov, Eslovaquia, con una población estimada a final del año 2024 de 434 habitantes.
Se encuentra ubicado en el centro-sur de la región, en el valle del río Torysa (cuenca hidrográfica del río Tisza) y cerca de la frontera con la región de Košice.

## Demografía
| Año        | 1994 | 2004    | 2014    | 2024     |
| ---------- | ---- | ------- | ------- | -------- |
| Población  | 326  | 350     | 372     | 434      |
| Diferencia |      | +7,36 % | +6,28 % | +16,66 % |

| Año        | 2023 | 2024    |
| ---------- | ---- | ------- |
| Población  | 440  | 434     |
| Diferencia |      | −1,36 % |